# Liste de sites de la guerre d'indépendance des États-Unis

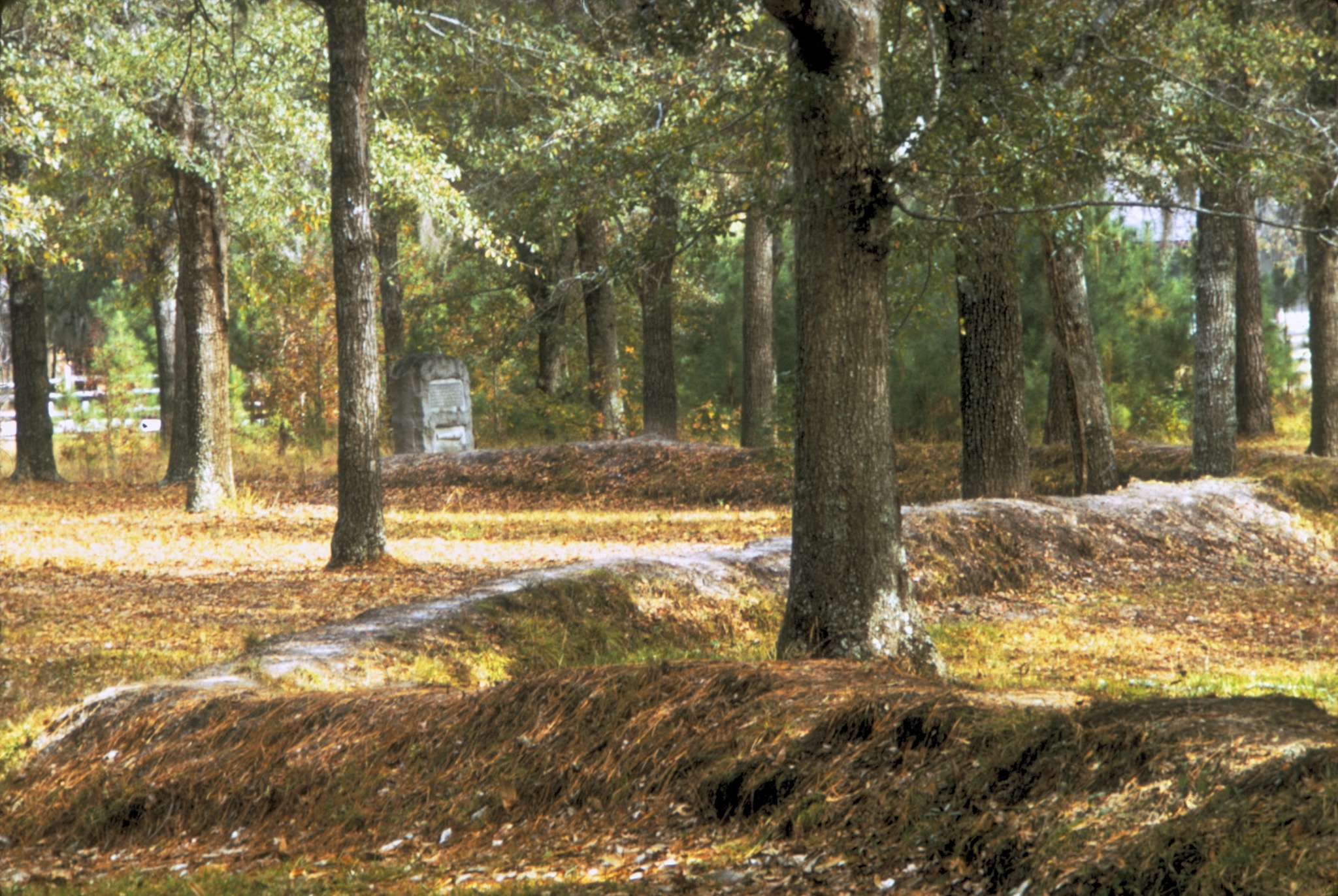
Aspect du champ de bataille national de Moores Creek.

Cette liste de sites de la guerre d'indépendance des États-Unis n'est pas exhaustive.

## Classement alphabétique

### B
- Route militaire de Bayley Hazen (Bayley Hazen Military Road)
- Site historique d'état du champ de bataille de Bennington (Bennington Battlefield State Historic Site)
- Monument Boot (Boot Monument)
- Parc historique national de Boston (Boston National Historical Park)
- Station Bryan (Bryan Station)
- Monument de Bunker Hill (Bunker Hill Monument)
- Buford, South Carolina (mémorial des massacres Waxhaw)

### C
- Caldwell Parsonage
- Mémorial du Cap Henry (Cape Henry Memorial)
- Cherry Valley, New York
- Site historique d'État de Clermont (Clermont State Historic Site)
- Clifton House
- Parc national historique colonial (Colonial National Historical Park)
- Champ de bataille national de Cowpens (Cowpens National Battlefield)
- Site historique d'État de Crown Point (Crown Point State Historic Site)

### D
- Dorchester Heights

### E
- Edmonston House

### F
- Ford Mansion
- Parc d'État de Fort Boonesborough (Fort Boonesborough State Park)
- Fort Clinton
- Fort Decker
- Parc d'état du champ de bataille de Fort Griswold (Fort Griswold Battlefield State Park)
- Site historique d'État de Fort Kaskaskia (Fort Kaskaskia State Historic Site)
- Fort Klock
- Fort Lee
- Fort Montgomery
- Fort Stanwix
- Fort Ticonderoga
- Parc d'État de Fort Trumbull (Fort Trumbull State Park)
- Fort Watauga

### G
- Parc national historique de George Rogers Clark (George Rogers Clark National Historical Park)
- Parc national militaire de Guilford Courthouse (Guilford Courthouse National Military Park)

### H
- Hope Lodge
- Hurley Historic District

### I
- Parc national historique de l'indépendance (Independence National Historical Park)

### J
- Maison de Jacob Purdy
- Jockey Hollow

### K
- King of Prussia Inn
- Parc national militaire de Kings Mountain (Kings Mountain National Military Park)
- Knox's Headquarters State Historic Site

### L
- Lexington Battle Green

### M
- Minute Man National Historical Park
- Parc d'état du champ de bataille de Monmouth (Monmouth Battlefield State Park)
- Champ de bataille national de Moores Creek (Moores Creek National Battlefield)
- Parc national historique de Morristown (Morristown National Historical Park)

### N
- New Windsor Cantonment State Historic Site
- Parc d'état du champ de bataille de Newtown (Newtown Battlefield State Park)
- Ninety Six National Historic Site

### O
- Site historique d'état du champ de bataille d'Oriskany (Oriskany Battlefield State Historic Site)

### P
- Musée du Fort Pitt (Fort Pitt Museum)
- Baie de Plattsburgh (Plattsburgh Bay)
- Prison Ship Martyrs' Monument

### Q
- Quaker Manor House

### S
- Parc national historique de Saratoga (Saratoga National Historical Park)
- Sénat de [Kingston (New York)]
- église presbytérienne de Springfield (Springfield Presbyterian Church)
- Site historique d'état du mémorial de Steuben (Steuben Memorial State Historic Site)
- Champ de bataille de Stony Point (Stony Point Battlefield)
- Sycamore Shoals

### V
- Baie de Valcour (Valcour Bay)
- Van Wyck Homestead

### W
- Washington Crossing Historic Park
- Washington Crossing State Park
- Washington Elm
- Parc d'État de Washington Rock (Washington Rock State Park)
- Quartier général de Washington (Washington's Headquarters) à Valley Forge
- Site historique d'état du quartier général de Washington (Washington's Headquarters State Historic Site)
- Valley Forge

## Typologie

### Forts
- Ford Mansion
- Parc d'État de Fort Boonesborough (Fort Boonesborough State Park)
- Fort Clinton
- Fort Decker
- Parc d'état du champ de bataille de Fort Griswold (Fort Griswold Battlefield State Park)
- Site historique d'État de Fort Kaskaskia (Fort Kaskaskia State Historic Site)
- Fort Klock
- Fort Montgomery
- Fort Stanwix
- Fort Ticonderoga
- Parc d'État de Fort Trumbull (Fort Trumbull State Park)
- Fort Watauga

### Site de bataille
- Site historique d'état du champ de bataille de Bennington (Bennington Battlefield State Historic Site)
- Monument de Bunker Hill (Bunker Hill Monument)
- Mémorial du Cap Henry (Cape Henry Memorial)
- Champ de bataille national de Cowpens (Cowpens National Battlefield)
- Parc d'état du champ de bataille de Monmouth (Monmouth Battlefield State Park)
- Champ de bataille national de Moores Creek (Moores Creek National Battlefield)
- Parc d'état du champ de bataille de Newtown (Newtown Battlefield State Park)
- Site historique d'état du champ de bataille d'Oriskany (Oriskany Battlefield State Historic Site)
- Parc national historique de Saratoga (Saratoga National Historical Park)
- Champ de bataille de Stony Point (Stony Point Battlefield)

### Parcs historiques
- Parc historique national de Boston (Boston National Historical Park)
- Parc national historique colonial (Colonial National Historical Park)
- Parc national historique de George Rogers Clark (George Rogers Clark National Historical Park)
- Parc national militaire de Guilford Courthouse (Guilford Courthouse National Military Park)
- Parc national historique de l'indépendance (Independence National Historical Park)
- Parc national militaire de Kings Mountain (Kings Mountain National Military Park)
- Parc national historique de Saratoga (Saratoga National Historical Park)
- Parc d'État de Washington Rock (Washington Rock State Park)